# Drapeau de Singapour
Le drapeau de Singapour est adopté en 1959, l'année où Singapour devient un gouvernement autonome au sein de l'Empire britannique. Il est devenu drapeau national quand le pays a obtenu son indépendance le 9 août 1965. Composé de deux bandes horizontales de même taille, la bande supérieure est rouge tandis que l'autre est blanche. Il est doté d'un symbole blanc dans le canton (quadrant supérieur gauche) : un croissant de lune faisant face à un pentagone composé de cinq petites étoiles à cinq branches.
Ce drapeau national est décliné sous la forme de pavillons divers et de drapeaux militaires.

## Histoire

### Singapour comme Établissement britannique (1826–1946)
Singapour était sous l'autorité britannique au XIXe siècle, à la suite de la fusion dans les Établissements des détroits de Malacca et Penang. Le drapeau choisi pour représenter les Établissements était un Blue Ensign contenant trois couronnes dorées (une pour chaque établissement) séparées par un pallium (en), qui ressemble à un Y inversé.
L'établissement de Singapour n'avait pas de drapeau proprement dit, bien qu'un blason représentant un lion avait été accordé à la ville en 1911. Au cours de l'occupation japonaise de Singapour durant la Seconde Guerre mondiale, le drapeau national japonais est utilisé aussi bien par les militaires que durant les événements publics.

Établissements des détroits de 1874[à vérifier] à 1925.
Même drapeau entre 1925 et 1946.

### Colonie de la Couronne (1946–1958)
Peu après la fin du conflit, Singapour devient une colonie de la Couronne indépendante et adopte son propre drapeau. Il s'agit d'une évolution du drapeau des établissements des détroits qui diminue le nombre de couronnes de trois à une,.
En 1952, la couronne sur le drapeau change à la suite du couronnement d'Élisabeth II.

Colonie de la Couronne de Singapour entre 1946 et 1952
Même drapeau entre 1952 et 1959

### Fédération de Malaisie puis République de Singapour (1959-1965, 1965-)
Singapour devient autonome au sein de l'empire britannique le 3 juin 1959.
La conception du drapeau est confiée au vice-premier ministre Toh Chin Chye par le premier ministre Lee Kuan Yew. Il doit symboliser l'unité d'un pays multiracial et multiculturel alors que Singapour traverse des émeutes raciales,. Le comité dirigé par Toh Chin Chye en achève la conception en deux mois. Le vice-premier ministre souhaite initialement que tout l'arrière plan du drapeau soit rouge, mais le conseil des ministres s'y oppose, de peur que le rouge ne soit perçu comme un renvoi au communisme. La population chinoise souhaite voir apparaître cinq étoiles, reprenant le modèle du drapeau de la République populaire de Chine, et la population malaisienne, musulmane, souhaite faire apparaître un croissant de lune. Ces deux symboles ont été combinés afin de créer le drapeau national de Singapour,.
Le 11 novembre 1959, le ministre de la culture Sinnathamby Rajaratnam présente à l'Assemblée législative de Singapour l'Ordonnance sur les blason, drapeau et hymne nationaux singapouriens. Adoptée le même jour, elle fixe la nature et la forme des symboles nationaux, et en régule l'usage.
Le 3 décembre 1959, premier jour de la Semaine nationale de la Fidélité organisée jusqu'au 10 décembre, est installé le premier Yang di-Pertuan Negara malais Yusof Ishak. À cette occasion, les symboles nationaux sont introduits,.
Le 16 septembre 1963, Singapour s'unit à la Malaisie, mais cette union n'est que temporaire car Singapour est expulsé de la Fédération, à cause de tensions entre le gouvernement central et celui de la cité, le 9 août 1965 et devient donc indépendant. Le drapeau devient alors celui du nouveau pays.

République de Singapour
Fédération de Malaya

## Description, construction et symbolique

Fiche de construction officielle publiée en 1959

Le drapeau aux proportions 2:3 est divisé horizontalement en deux moitiés, l'une supérieure rouge, l'autre inférieure blanche. Près du guidant sont positionnés, dans la moitié rouge, un croissant de lune blanc faisant face au battant et cinq étoiles blanches.
La moitié rouge du drapeau symbolise la fraternité universelle et l'égalité de l'homme. La moitié blanche représente la vertu et la pureté, omniprésentes et éternelles. Le croissant de lune figure le statut de Singapour en tant que nation jeune et en pleine croissance. Les cinq étoiles blanches symbolisent les idéaux de démocratie, de paix, de progrès, de justice économique et sociale, d’égalité des races et des sexes,.
Le drapeau singapourien est un symbole civique voulu par le gouvernement afin de ne pas promouvoir une identité ethnique particulière et potentiellement créer des tensions.
| Couleurs | Rouge     | Blanc       |
| -------- | --------- | ----------- |
| Pantone  | 032C      | White       |
| RGB      | 238-37-54 | 255-255-255 |
| HTML     | #EE2536   | #FFFFFF     |
| CMJN     | 0-84-77-6 | 0-0-0-0     |

## Règlementation
Le 5 novembre 1960, le Yang di-Pertuan Negara de Singapour, habilité par « l'ordonnance sur les armes, le drapeau et l'hymne national de l'État de Singapour, 1959 », établit douze règles pour l'utilisation du drapeau et de l'hymne national.
Depuis 2007, pendant la période de célébration de la Fête nationale (du 1er juillet au 30 septembre), les individus et les entités peuvent arborer le drapeau national sans mât ni éclairage nocturne, et aucune autorisation n'est nécessaire pour utiliser des décalcomanies, des autocollants, des affiches ou d'autres images visuelles du drapeau.

## Usage et réception du drapeau dans la société
Le drapeau national est considéré comme un symbole national sacré par le gouvernement et son exploitation marketing est largement contrecarrée par celui-ci. En 1986, le choix du Merlion, installé dans le port principal de Singapour, comme autre symbole national, a rapidement conduit à l'association de cette figure au pays, à l'égal par exemple de la Tour Eiffel et de Paris, et son usage comme logo et image marketing à la place du drapeau.
Les règles de 1960 limitent ordinairement l'emploi du drapeau par la population à la fête nationale, en août, et autres réjouissances nationales. Le gouvernement singapourien a institué en août une période officielle de célébration du drapeau durant laquelle son accrochage est fortement encouragé, voire parfois imposé par la coercition par des officiels du Parti d'action populaire. La vente des drapeaux est réservée à certains magasins. Le nombre de drapeaux sur les façades des immeubles et des maisons est perçu comme un signe du degré de soutien au gouvernement par la population. En 2007, celui-ci, préoccupé par le manque de volonté de la part de nombreux Singapouriens d'arborer le drapeau, assouplit la règlementation et autorise pendant la période des festivités à faire flotter le drapeau sur les véhicules privés et commerciaux, à le faire apparaître sur les vêtements. En outre, les entreprises étrangères sont invitées à l'arborer en signe de solidarité et d'amitié.
Le gouvernement singapourien souhaite faire du drapeau le symbole d'un Singapour multiculturel, multilingue et multiethnique, mais le caractère autoritaire du gouvernement et l'encadrement strict de son usage, éventuellement orchestré, joué, font qu'une partie des citoyens associent volontiers le drapeau au Parti d'action populaire,, y perçoivent plus que dans d'autres pays un signe de l'obéissance qu'ils doivent à ceux qui les gouvernent en échange de la prospérité économique individuelle et nationale. Toutefois, la majorité des Singapouriens attribuent une grande importance au drapeau national et la quasi-totalité en ont une opinion positive. Celle-ci découle peut-être de valeurs telles que l'honneur et la tradition qu'ils associent fréquemment au drapeau national et qui sont importantes dans la société,. En outre, la faible exposition du drapeau hors des festivités participerait de l'intérêt porté à ce symbole. En Asie du Sud-Est, hors des frontières nationales, les Singapouriens utilisent spontanément et avec enthousiasme la bannière nationale.

## Variantes

### Drapeau présidentiel

Drapeau présidentiel

L'étendard utilisé par le président de Singapour est une modification du drapeau national. Le croissant et les étoiles sont plus grands et centrés sur un champ rouge. Selon l'Istana, le bureau du président de Singapour, le fond rouge, le croissant et les étoiles ont le même symbolisme que dans le drapeau national. L'étendard est déployé à l'Istana de 8h00 à 18h00, ou jusqu'à ce que le président ait rejoint sa résidence privée.

### Drapeaux militaires

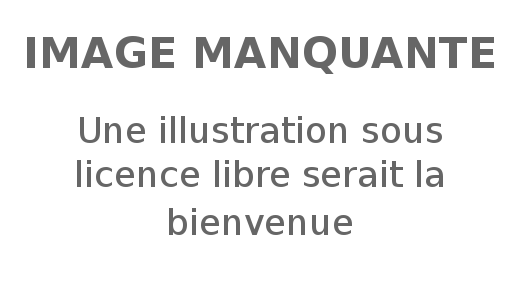
Drapeau de guerre

Le drapeau des Forces armées de Singapour est officialisé en 1960. Il est composé du drapeau national et de l'écusson des Forces armées du pays.

Le State Marine Ensign est également introduit en 1960 et est utilisé sur tous les navires non militaires appartenant au gouvernement, tels que les garde-côtes de la police. Selon la loi Misc. 6 de 1960 : « Le State Marine Ensign est un étendard bleu dont le quart supérieur gauche est rouge et chargé d'un croissant flanqué de cinq étoiles dans un cercle, le tout en blanc, et d'une étoile rouge et blanche à huit pointes dans le quart inférieur droit. Le rapport entre la largeur et la longueur de l'enseigne est de un à deux. La couleur bleue symbolise la mer, le croissant et les étoiles proviennent du drapeau de l'État et l'étoile à huit pointes représente la boussole du marin »,.

L'enseigne de la force navale de Singapour a été introduite en 1967 et est utilisée sur tous les navires appartenant à la marine de la République de Singapour (RSN). Selon la législation Misc. 1 de 1967 : « L'enseigne des forces navales de Singapour est une enseigne blanche dont le quart supérieur gauche est rouge et chargé d'un croissant bordé de cinq étoiles dans un cercle, le tout en blanc, et d'une étoile rouge à huit pointes avec d'étroites lignes blanches insérées dans l'étoile dans le quart inférieur droit. Le rapport entre la largeur et la longueur de l'enseigne est de un à deux. Le croissant et les étoiles proviennent du drapeau de l'État et l'étoile à huit pointes représente la boussole du marin »,.

### Pavillon civil

Pavillon civil

Le Red Ensign de Singapour est introduit en 1966 et est utilisé pour les navires civils immatriculés à Singapour. Selon la loi Misc. 5 de 1966, il s'agit d'un drapeau rouge avec un croissant vertical centré et cinq étoiles, entourées d'un anneau. Le rapport entre la largeur et la longueur du pavillon est de un à deux. Selon l'autorité maritime et portuaire de Singapour (MPA), ce pavillon devrait être utilisé sur les navires singapouriens à la place du drapeau national. Dans une circulaire maritime de 1999, la MPA a rappelé aux capitaines, propriétaires et officiers de navires que ceux qui n'utilisent pas le Red Ensign s'exposent à une amende en vertu du Merchant Shipping Act (Cap. 179, 1996 Rev. Ed.).

## Référence
- (en) Cet article est partiellement ou en totalité issu de l’article de Wikipédia en anglais intitulé « Flag of Singapore » (voir la liste des auteurs).

1. ↑  (en) National Geographic Society (U.S), « The Flags of the British Empire », National Geographic Magazine, National Geographic Society, vol. 32,‎ 1918, p. 383 (lire en ligne [PDF])
2. ↑  (en) Choon Hon Foong et Xie Song Shan, ETERNAL VIGILANCE : The Price of Freedom, Singapour, Asiapac Books Pte Ltd, 2006 (ISBN 981-229-395-7, lire en ligne), p. 115–16
3. ↑  (en) « Singapore, Flag of », Encyclopædia Britannica, 2008 (consulté le 14 septembre 2008)
4. ↑  Justin J. Corfield et Robin Corfield, Encyclopedia of Singapore, Rowman & Littlefield Publishers, Inc., avril 2006, 279 p. (ISBN 0-8108-5347-7), p. 68
5. 1 2  Jacques Decornoy, « Singapour, de Sir Stamford Raffles à M. Lee Kuan Yew », sur Le Monde diplomatique, 1er avril 1969 (consulté le 21 novembre 2023)
6. 1 2 3  (en) « No conflict, clear-cut symbol of unity », The Straits Times,‎ 9 août 1981, p. 13 (lire en ligne)
7. 1 2  (en) « National Pride » [PDF], Synergy, sur Contact Singapore, Septembre–octobre 2009 (version du 21 septembre 2010 sur Internet Archive), p. 10-11.
8. ↑  (en) Lee Kuan Yew, The Singapore Story : Memoirs of Lee Kuan Yew, Singapour, Times Editions, 1998 (ISBN 978-981-204-983-4), p. 342–343
9. ↑  (en) « Singapore gets its 'symbols of self-respect' », The Straits Times,‎ 12 novembre 1959, p. 11 (lire en ligne)
10. ↑  (en) « Joyous week begins », The Straits Times,‎ 3 décembre 1959, p. 1 (lire en ligne)
11. ↑  (en) Singapore : journey into nationhood, Singapour, National Heritage Board, 1998, 136 p., p. 44
12. ↑  (en) Singaporeans are encouraged to use the national symbols more often, Singapour, Gouvernement de Singapour, 2004, 7 p. (lire en ligne)
13. 1 2 3 4 5 6  (en) « Evaluating flag knowledge and nationalism in Southeast Asia's "Lion City" », Middle States Geographe, vol. 54,‎ 2022, p. 49-56 (lire en ligne [PDF])
14. 1 2 3 4  Stephan Ortmann, « Singapore: The Politics of Inventing National Identity », Journal of Current Southeast Asian Affairs, vol. 28, no 4,‎ décembre 2009, p. 23–46 (ISSN 1868-1034 et 1868-4882, DOI 10.1177/186810340902800402, lire en ligne, consulté le 31 octobre 2023)
15. ↑  « S'pore founding fathers: Dr Toh Chin Chye ensured S'pore flag was all-inclusive, Singapore News », sur AsiaOne, 6 mai 2015 (consulté le 30 novembre 2022) « It was the result of a two-month design process involving Dr Toh and an artist from the then Ministry of Culture. Dr Toh took great care to ensure the flag was as inclusive as possible. In a 1995 interview with The New Paper, he explained that the crescent moon took into account Malay sentiments, since "« there are also five stars on the flag of the People's Republic of China ». »
16. 1 2 3 4 5 6 7  (en) Scot M. Guenter, « Majulah Singapura: National Day and Flag Culture in a Southeast Asian City-State », Raven: A Journal of Vexillology, vol. 6,‎ 1er juillet 1999, p. 9–18 (DOI 10.5840/raven199962, lire en ligne, consulté le 31 octobre 2023).
17. ↑  Shuyi Chua et Jasmine B.-Y. Sim, « Postmodern patriotism: teachers’ perceptions of loyalty to Singapore », Asian Education and Development Studies, vol. 6, no 1,‎ 3 janvier 2017, p. 30–43 (ISSN 2046-3162, DOI 10.1108/aeds-01-2016-0012, lire en ligne, consulté le 7 novembre 2023)
18. 1 2  Julia C. Becker, David A. Butz, Chris G. Sibley et Fiona Kate Barlow, « What Do National Flags Stand for? An Exploration of Associations Across 11 Countries », Journal of Cross-Cultural Psychology, vol. 48, no 3,‎ 12 janvier 2017, p. 335–352 (ISSN 0022-0221 et 1552-5422, DOI 10.1177/0022022116687851, lire en ligne , consulté le 1er novembre 2023)
19. ↑  (de) « Singapore Presidential Standard » [archive du 9 septembre 2003], sur Volker Preuß, 9 septembre 2003 (consulté le 9 septembre 2003)
20. ↑  (en) « Ceremonies and Protocol – The Presidential Standard », Istana Singapore, 17 avril 2008 (version du 19 décembre 2008 sur Internet Archive)
21. ↑  (de) « Singapore State Marine » [archive du 15 mars 2010], sur Volker Preuß, 9 septembre 2003 (consulté le 30 novembre 2009)
22. ↑  « 1960, Misc. 6 – State Marine ensign » [archive du 19 septembre 2020], Government of Singapore, 1960 (consulté le 30 novembre 2009)
23. ↑  (en) Herman Felani, « War Ensign (Singapore) » , sur Flags of the World, 1er novembre 2003 (consulté le 7 décembre 2008)
24. ↑  Ministry of the Interior and Defence, « Singapore Naval Force ensign. », Government of Singapore, 1967 (consulté le 19 novembre 2009)
25. ↑  (en) Lee Seng Kong, « National colours for Singapore ships (MC No. 13 of 1999) », Maritime and Port Authority of Singapore (en), 20 juillet 1999 (version du 31 octobre 2014 sur Internet Archive)